# 앙각 쇼트

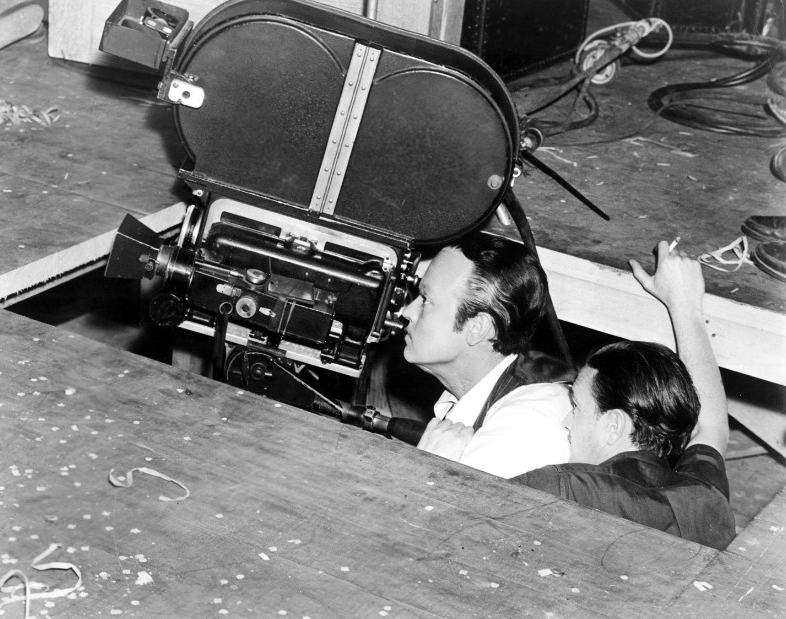

앙각 쇼트 또는 로우 앵글 샷(Low-angle shot)은 시네마토그래피에서 수직 축의 낮은 위치, 눈선 아래 아무 곳에나 올려다보는 카메라 각도에서 촬영하는 것이다. 때로는 대상의 발 바로 아래에 있는 경우도 있다. 심리적으로 로우앵글 촬영의 효과는 피사체를 강인하고 강력해 보이게 만드는 것이다.

## 저명한 예시
- M (1931년 영화): 칼 로만 경감은 사무실 책상 밑에 카메라가 놓여 있는 가운데 사무실에서 낮은 각도로 촬영되었다. 또한 한 명은 작고 다른 한 명은 키가 큰 두 명의 논쟁적인 남자가 각각 낮은 각도와 높은 각도로 촬영된다.
- 시민 케인: 케인이 릴랜드를 해고하는 장면과 같은 예가 많이 있다. 실제로 릴랜드가 선거에서 패배한 후 케인과 대결하는 장면은 전체적으로 로우앵글 뷰로 촬영됐다.
- 고지라 (1954년 영화): 고지라는 영화 전반에 걸쳐 대부분 낮은 각도에서 촬영된다.
- 싸이코 (1960년 영화): 노먼 베이츠가 사는 집은 대개 낮은 각도에서 촬영된다.
- 스타워즈 (영화): 다스 베이더는 종종 낮은 각도에서 촬영된다. 예를 들어, 그가 복도를 걷고 있는 그의 캐릭터를 처음 볼 때 그렇다.
- 악의 손길: 행크 퀸란은 종종 위협적이고 크고 책임감 있는 모습으로 보이도록 낮은 각도로 촬영된다.
- 토요일 밤의 열기: 유명한 오프닝 시퀀스에는 토니 마네로가 자신을 만질 수 없다는 망상을 강조하기 위해 낮은 각도에서 찍은 여러 장의 장면이 있다.
- 상하이에서 온 여인: 로우 앵글 샷의 예는 조지 그리스비가 브룸과 마주하고 그를 쏘는 장면에서이다.
- 다크 나이트: 놀란은 다크 나이트에서 조커에게 더욱 강력한 이미지를 제공하기 위해 극도로 낮은 각도의 샷을 사용한다. 특히 그가 운전하던 트럭이 뒤집어지고 그가 나가서 배트맨을 향해 총을 쏘기 시작하는 장면에서는 더욱 그렇다. 이 장면에서 앵글은 실제로 일반 미디엄 클로즈업에서 시작하여 천천히 로우 앵글 샷으로 이동한다.
- 풀 메탈 재킷: 로우 앵글 샷의 예는 하트맨 하사가 조커에게 소리를 지르는 장면이다.
- 언터처블 (1987년 영화): 프랭크 니티가 법정 밖에서 수색되고 엘리엇 네스가 맬론의 주소와 일치하는 것을 찾는 장면에 로우 앵글 샷이 있다.
- 닥터 스트레인지러브: 잭 D. 리퍼 장군은 우스꽝스럽고 위협적으로 보이기 위해 시가를 피우는 동안 낮은 각도에서 총을 맞는다.

## 같이 보기
- 조감도
- 촬영기사
- 클로즈업